# Mullvadsråttor
Mullvadsråttor eller blindråttor, (Spalacidae) är en familj i underordningen råttartade gnagare med 36 arter i fyra underfamiljer.
Dessa djur har endast rudimentära och ibland hudtäckta ögon och de saknar mest yttre öron och svans. Några familjemedlemmar kan ha korta öron och svans. Arternas kropp är cylindrisk och de har ett massivt huvud med långa och kraftiga framtänder. I varje käkhalva förekommer en framtand, ingen hörntand, ingen premolar och 3 molarer.
Att mullvadsråttor föreställer en monofyletisk grupp som utvecklades från samma förfäder bekräftades med hjälp av flera genetiska studier under senare 1990-talet och början av 2000-talet. Antagligen är mullvadsråttor systergruppen till alla andra medlemmar i överfamiljen Muroidea som innehåller alla andra råttartade gnagare, förutom springråttorna.
Familjens förfäder levde i Asien och de första arterna som kan räknas som mullvadsråttor levde under oligocen.
Mullvadsråttor föredrar fuktig jord och de hittas främst i savanner och andra gräsmarker. Allmänt har hannar och honor samma utseende, förutom könsdelarna.
Liksom mullvaden gräver de sina gångar i jorden och livnär sig av växternas rötter eller av andra underjordiska växtdelar.

## Underfamiljer och släkten
Familjen delas i fyra underfamiljer med tillsammans 6 släkten:
- Spalacinae, dessa mullvadsråttor förekommer i östra Europa, norra Afrika och västra Asien.
  - Spalax
- Myospalacinae finns i centrala och östra Asien.
  - Eospalax, infogas ibland i Myospalax
  - Myospalax
- Bamburåttor (Rhizomyinae)
  - Kastanjebruna bamburåttor (Cannomys) lever i östra Asien
  - Egentliga bamburåttor (Rhizomys) hittas i östra Asien
  - Afrikanska rotråttor (Tachyoryctes) förekommer i östra centrala Afrika, de listades tidvis i en egen underfamilj, Tachyoryctinae[2]